# Пьета (Мальта)
Пьета́ (мальт. Pieta’ / Tal-Pietà, англ. Pietà) — небольшой город на Мальте, расположенный неподалёку от столицы страны Валлетты. Пьета является пригородом столицы, располагается почти у её границы, недалеко от другого пригорода — Флорьяна. Название происходит из итальянского языка (см. Пьета).

## Население
Население Пьеты, включая деревушку Гуардаманджа, по состоянию на ноябрь 2005 составляет 3 853 человек. Оно возросло за последние годы благодаря строительству новых домов и реконструкции старых.